# Critérium del Dauphiné 2011
La 63ª edición del Critérium du Dauphiné se disputó entre el 5 y el 12 de junio de 2011, con un recorrido de  km distribuidos en siete etapas y un prólogo, con inicio en Saint-Jean-de-Maurienne y final en La Toussuire. 
La carrera formó parte del UCI WorldTour 2011. 
El ganador final fue Bradley Wiggins. Le acompañaron en el podio Cadel Evans y Alexandre Vinokourov, respectivamente.
En las clasificaciones secundarias se impusieron Joaquim Rodríguez (puntos y montaña), Jérôme Coppel (jóvenes) y el Europcar (equipos).

## Equipos participantes
Tomaron parte en la carrera 22 equipos: los 18 de categoría UCI ProTeam (al ser obligada su participación); más 4 franceses de categoría Profesional Continental mediante invitación de la organización (Cofidis, le Crédit en Ligne, FDJ, Saur-Sojasun y Team Europcar). Formando así un pelotón de 175 ciclistas, con 8 corredores cada equipo (excepto el HTC-Highroad que salió con 7), de los que acabaron 119. Los equipos participantes fueron:
| Equipo                           | Cód. UCI | Categoría               |
| -------------------------------- | -------- | ----------------------- |
| Team RadioShack                  | RSH      | UCI ProTeam             |
| Pro Team Astana                  | AST      | UCI ProTeam             |
| HTC-Highroad                     | THR      | UCI ProTeam             |
| Omega Pharma-Lotto               | OLO      | UCI ProTeam             |
| Saur-Sojasun                     | SAU      | Profesional Continental |
| Cofidis, le Crédit en Ligne      | COF      | Profesional Continental |
| Ag2r La Mondiale                 | ALM      | UCI ProTeam             |
| BMC Racing Team                  | BMC      | UCI ProTeam             |
| Rabobank Cycling Team            | RAB      | UCI ProTeam             |
| Liquigas-Cannondale              | LIQ      | UCI ProTeam             |
| Euskaltel-Euskadi                | EUS      | UCI ProTeam             |
| Team Garmin-Cervélo              | GRM      | UCI ProTeam             |
| Sky Procycling                   | SKY      | UCI ProTeam             |
| Team Europcar                    | EUC      | Profesional Continental |
| Katusha Team                     | KAT      | UCI ProTeam             |
| FDJ                              | FDJ      | Profesional Continental |
| Movistar Team                    | MOV      | UCI ProTeam             |
| QuickStep Cycling Team           | QST      | UCI ProTeam             |
| Leopard Trek                     | LEO      | UCI ProTeam             |
| Saxo Bank-Sungard                | SAX      | UCI ProTeam             |
| Lampre-ISD                       | LAM      | UCI ProTeam             |
| Vacansoleil-DCM Pro Cycling Team | VCD      | UCI ProTeam             |

## Etapas

### Prólogo. 5 de junio de 2011.Saint-Jean-de-Maurienne-Saint-Jean-de-Maurienne, 5,4km (CRI)
|   | Ciclista            | Equipo           | Tiempo |
| - | ------------------- | ---------------- | ------ |
| 1 | Lars Boom           | Rabobank         | 6' 18" |
| 2 | Aleksandr Vinokúrov | Astana           | + 3"   |
| 3 | Bradley Wiggins     | Sky              | + 6"   |
| 4 | John Degenkolb      | HTC-Highroad     | m.t.   |
| 5 | Blel Kadri          | Ag2r La Mondiale | + 9"   |

|   | Ciclista            | Equipo           | Tiempo |
| - | ------------------- | ---------------- | ------ |
| 1 | Lars Boom           | Rabobank         | 6' 18" |
| 2 | Aleksandr Vinokúrov | Astana           | + 3"   |
| 3 | Bradley Wiggins     | Sky              | + 6"   |
| 4 | John Degenkolb      | HTC-Highroad     | m.t.   |
| 5 | Blel Kadri          | Ag2r La Mondiale | + 9"   |

### Etapa 1. 6 de junio de 2011.Albertville-Saint-Pierre-de-Chartreuse, 144km
|   | Ciclista              | Equipo             | Tiempo     |
| - | --------------------- | ------------------ | ---------- |
| 1 | Jurgen Van den Broeck | Omega Pharma-Lotto | 3h 36' 42" |
| 2 | Joaquim Rodríguez     | Katusha            | + 6"       |
| 3 | Cadel Evans           | BMC Racing         | + 7"       |
| 4 | Alexandre Vinokourov  | Astana             | m.t.       |
| 5 | Nicolas Roche         | Ag2r La Mondiale   | m.t.       |

|   | Ciclista              | Equipo             | Tiempo     |
| - | --------------------- | ------------------ | ---------- |
| 1 | Alexandre Vinokourov  | Astana             | 3h 43' 09" |
| 2 | Jurgen Van den Broeck | Omega Pharma-Lotto | + 5"       |
| 3 | Cadel Evans           | BMC Racing         | + 7"       |
| 4 | Bradley Wiggins       | Sky                | + 11"      |
| 5 | Edvald Boasson Hagen  | Sky                | + 13"      |

### Etapa 2. 7 de junio de 2011.Voiron-Lyon, 179km
|   | Ciclista          | Equipo                      | Tiempo     |
| - | ----------------- | --------------------------- | ---------- |
| 1 | John Degenkolb    | HTC-Highroad                | 4h 02' 39" |
| 2 | Samuel Dumoulin   | Cofidis, le Crédit en Ligne | m.t.       |
| 3 | Sébastien Hinault | Ag2r La Mondiale            | m.t.       |
| 4 | Paul Martens      | Rabobank                    | m.t.       |
| 5 | Joaquim Rodríguez | Katusha                     | m.t.       |

|   | Ciclista              | Equipo             | Tiempo     |
| - | --------------------- | ------------------ | ---------- |
| 1 | Alexandre Vinokourov  | Astana             | 7h 45' 48" |
| 2 | Jurgen Van den Broeck | Omega Pharma-Lotto | + 11"      |
| 3 | Bradley Wiggins       | Sky                | m.t.       |
| 4 | Cadel Evans           | BMC Racing         | + 13"      |
| 5 | Nicolas Roche         | Ag2r La Mondiale   | + 17"      |

### Etapa 3. 8 de junio de 2011.Grenoble-Grenoble, 42,5km (CRI)
|   | Ciclista             | Equipo         | Tiempo   |
| - | -------------------- | -------------- | -------- |
| 1 | Tony Martin          | HTC-Highroad   | 55' 27"  |
| 2 | Bradley Wiggins      | Sky            | + 11"    |
| 3 | Edvald Boasson Hagen | Sky            | + 43"    |
| 4 | David Zabriskie      | Garmin-Cervélo | + 58"    |
| 5 | Janez Brajkovič      | RadioShack     | + 1' 17" |

|   | Ciclista             | Equipo     | Tiempo     |
| - | -------------------- | ---------- | ---------- |
| 1 | Bradley Wiggins      | Sky        | 8h 41' 37" |
| 2 | Cadel Evans          | BMC Racing | + 1' 11"   |
| 3 | Janez Brajkovič      | RadioShack | + 1' 21"   |
| 4 | Alexandre Vinokourov | Astana     | + 1' 56"   |
| 5 | Rui Costa            | Movistar   | + 2' 12"   |

### Etapa 4. 9 de junio de 2011.La Motte-Servolex-Mâcon, 172km
|   | Ciclista             | Equipo            | Tiempo     |
| - | -------------------- | ----------------- | ---------- |
| 1 | John Degenkolb       | HTC-Highroad      | 4h 15' 41" |
| 2 | Edvald Boasson Hagen | Sky               | m.t.       |
| 3 | Juan José Haedo      | Saxo Bank Sungard | m.t.       |
| 4 | Tomas Vaitkus        | Astana            | m.t.       |
| 5 | William Bonnet       | FDJ               | m.t.       |

|   | Ciclista             | Equipo     | Tiempo      |
| - | -------------------- | ---------- | ----------- |
| 1 | Bradley Wiggins      | Sky        | 12h 57' 18" |
| 2 | Cadel Evans          | BMC Racing | + 1' 11"    |
| 3 | Janez Brajkovič      | RadioShack | + 1' 21"    |
| 4 | Alexandre Vinokourov | Astana     | + 1' 56"    |
| 5 | Rui Costa            | Movistar   | + 2' 12"    |

### Etapa 5. 10 de junio de 2011.Parc des Oiseaux-Villars-les-Dombes-Les Gets, 207,5km
|   | Ciclista             | Equipo            | Tiempo     |
| - | -------------------- | ----------------- | ---------- |
| 1 | Christophe Kern      | Europcar          | 5h 05' 03" |
| 2 | Chris Anker Sørensen | Saxo Bank Sungard | + 7"       |
| 3 | Thomas Voeckler      | Europcar          | + 9"       |
| 4 | Joaquim Rodríguez    | Katusha           | m.t.       |
| 5 | Alexandre Vinokourov | Astana            | m.t.       |

|   | Ciclista             | Equipo     | Tiempo      |
| - | -------------------- | ---------- | ----------- |
| 1 | Bradley Wiggins      | Sky        | 18h 02' 30" |
| 2 | Cadel Evans          | BMC Racing | + 1' 11"    |
| 3 | Janez Brajkovič      | RadioShack | + 1' 21"    |
| 4 | Alexandre Vinokourov | Astana     | + 1' 56"    |
| 5 | Rui Costa            | Movistar   | + 2' 22"    |

### Etapa 6. 11 de junio de 2011.Les Gets-Le Collet d’Allevard, 185km
|   | Ciclista              | Equipo             | Tiempo     |
| - | --------------------- | ------------------ | ---------- |
| 1 | Joaquim Rodríguez     | Katusha            | 5h 12' 47" |
| 2 | Robert Gesink         | Rabobank           | + 31"      |
| 3 | Jurgen Van den Broeck | Omega Pharma-Lotto | + 39"      |
| 4 | Christophe Kern       | Europcar           | + 41"      |
| 5 | Alexandre Vinokourov  | Astana             | + 50"      |

|   | Ciclista              | Equipo             | Tiempo      |
| - | --------------------- | ------------------ | ----------- |
| 1 | Bradley Wiggins       | Sky                | 23h 16' 11" |
| 2 | Cadel Evans           | BMC Racing         | + 1' 26"    |
| 3 | Alexandre Vinokourov  | Astana             | + 1' 52"    |
| 4 | Jurgen Van den Broeck | Omega Pharma-Lotto | + 2' 13"    |
| 5 | Christophe Kern       | Europcar           | + 2' 52"    |

### Etapa 7. 12 de junio de 2011.Pontcharra-La Toussuire, 117,5km
|   | Ciclista              | Equipo             | Tiempo     |
| - | --------------------- | ------------------ | ---------- |
| 1 | Joaquim Rodríguez     | Katusha            | 3h 24' 30" |
| 2 | Thibaut Pinot         | FDJ                | + 7"       |
| 3 | Robert Gesink         | Rabobank           | m.t.       |
| 4 | Jurgen Van den Broeck | Omega Pharma-Lotto | m.t.       |
| 5 | Alexandre Vinokourov  | Astana             | m.t.       |

|   | Ciclista              | Equipo             | Tiempo      |
| - | --------------------- | ------------------ | ----------- |
| 1 | Bradley Wiggins       | Sky                | 26h 40' 51" |
| 2 | Cadel Evans           | BMC Racing         | + 1' 26"    |
| 3 | Alexandre Vinokourov  | Astana             | + 1' 49"    |
| 4 | Jurgen Van den Broeck | Omega Pharma-Lotto | + 2' 10"    |
| 5 | Joaquim Rodríguez     | Katusha            | + 2' 51"    |

## Clasificaciones

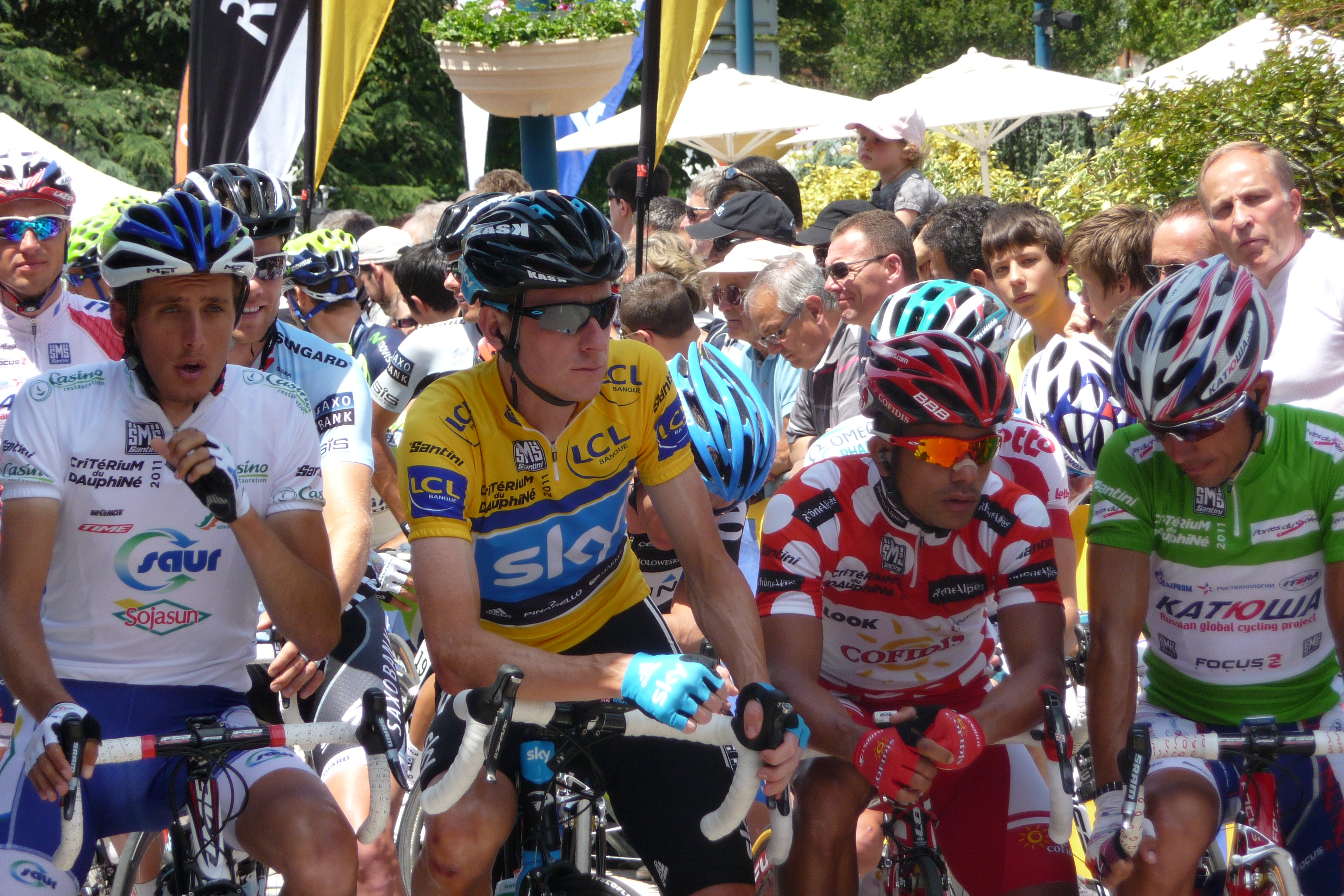
Maillots a la salida de una de las etapas.

### Clasificación general
| Posición | Ciclista               | Equipo             | Tiempo      |
| -------- | ---------------------- | ------------------ | ----------- |
|          | Bradley Wiggins        | Sky                | 26h 40' 51" |
| 2        | Cadel Evans            | BMC Racing         | + 1' 26"    |
| 3        | Alexandre Vinokourov   | Astana             | + 1' 49"    |
| 4        | Jurgen Van den Broeck  | Omega Pharma-Lotto | + 2' 10"    |
| 5        | Joaquim Rodríguez      | Katusha            | + 2' 51"    |
| 6        | Christophe Kern        | Europcar           | + 3' 05"    |
| 7        | Jean-Christophe Péraud | Ag2r La Mondiale   | + 3' 30"    |
| 8        | Kanstantsín Siutsou    | HTC-Highroad       | + 4' 14"    |
| 9        | Janez Brajkovič        | RadioShack         | + 4' 22"    |
| 10       | Thomas Voeckler        | Europcar           | + 4' 31"    |

### Clasificación de la montaña
| Posición | Ciclista              | Equipo                      | Puntos |
| -------- | --------------------- | --------------------------- | ------ |
|          | Joaquim Rodríguez     | Katusha                     | 63     |
| 2        | Robert Gesink         | Rabobank                    | 53     |
| 3        | Jurgen Van den Broeck | Omega Pharma-Lotto          | 49     |
| 4        | Leonardo Duque        | Cofidis, le Crédit en Ligne | 45     |
| 5        | Alexandre Vinokourov  | Astana                      | 43     |

### Clasificación por puntos
| Posición | Ciclista              | Equipo             | Puntos |
| -------- | --------------------- | ------------------ | ------ |
|          | Joaquim Rodríguez     | Katusha            | 86     |
| 2        | Alexandre Vinokourov  | Astana             | 65     |
| 3        | Bradley Wiggins       | Sky                | 61     |
| 4        | Jurgen Van den Broeck | Omega Pharma-Lotto | 55     |
| 5        | Thomas Voeckler       | Europcar           | 48     |

### Clasificación de los jóvenes
| Posición | Ciclista       | Equipo          | Tiempo      |
| -------- | -------------- | --------------- | ----------- |
|          | Jérôme Coppel  | Saur-Sojasun    | 26h 48' 04" |
| 2        | Rob Ruijgh     | Vacansoleil-DCM | + 1' 49"    |
| 3        | Andrey Zeits   | Astana          | + 4' 29'    |
| 4        | Thibaut Pinot  | FDJ             | + 5' 41"    |
| 5        | Pierre Rolland | Europcar        | + 5' 55"    |

### Clasificación por equipos
| Posición | Equipo           | Tiempo      |
| -------- | ---------------- | ----------- |
|          | Europcar         | 80h 22' 25" |
| 2        | Astana           | + 10' 00"   |
| 3        | Ag2r La Mondiale | + 10' 19"   |
| 4        | HTC-Highroad     | + 19' 38"   |
| 5        | RadioShack       | + 20' 16"   |

## Evolución de las clasificaciones
| Etapa (Vencedor)                | Clasificación general | Clasificación por puntos | Clasificación de la montaña | Clasificación de los jóvenes | Clasificación por equipos |
| ------------------------------- | --------------------- | ------------------------ | --------------------------- | ---------------------------- | ------------------------- |
| Prólogo (CRI) (Lars Boom)       | Lars Boom             | Lars Boom                | Sébastien Hinault           | John Degenkolb               | Rabobank                  |
| Etapa 1 (Jurgen Van den Broeck) | Alexandre Vinokourov  | Alexandre Vinokourov     | Jurgen Van den Broeck       | Edvald Boasson Hagen         | Sky                       |
| Etapa 2 (John Degenkolb)        | Alexandre Vinokourov  | Joaquim Rodríguez        | Jurgen Van den Broeck       | Rob Ruijgh                   | Sky                       |
| Etapa 3 (CRI) (Tony Martin)     | Bradley Wiggins       | Bradley Wiggins          | Jurgen Van den Broeck       | Rui Costa                    | Sky                       |
| Etapa 4 (John Degenkolb)        | Bradley Wiggins       | John Degenkolb           | Leonardo Duque              | Rui Costa                    | Sky                       |
| Etapa 5 (Christophe Kern)       | Bradley Wiggins       | John Degenkolb           | Leonardo Duque              | Rui Costa                    | Ag2r La Mondiale          |
| Etapa 6 (Joaquim Rodríguez)     | Bradley Wiggins       | Joaquim Rodríguez        | Leonardo Duque              | Jérôme Coppel                | Ag2r La Mondiale          |
| Etapa 7 (Joaquim Rodríguez)     | Bradley Wiggins       | Joaquim Rodríguez        | Joaquim Rodríguez           | Jérôme Coppel                | Europcar                  |
| Final                           | Bradley Wiggins       | Joaquim Rodríguez        | Joaquim Rodríguez           | Jérôme Coppel                | Europcar                  |